# Mirador de Jozarcu

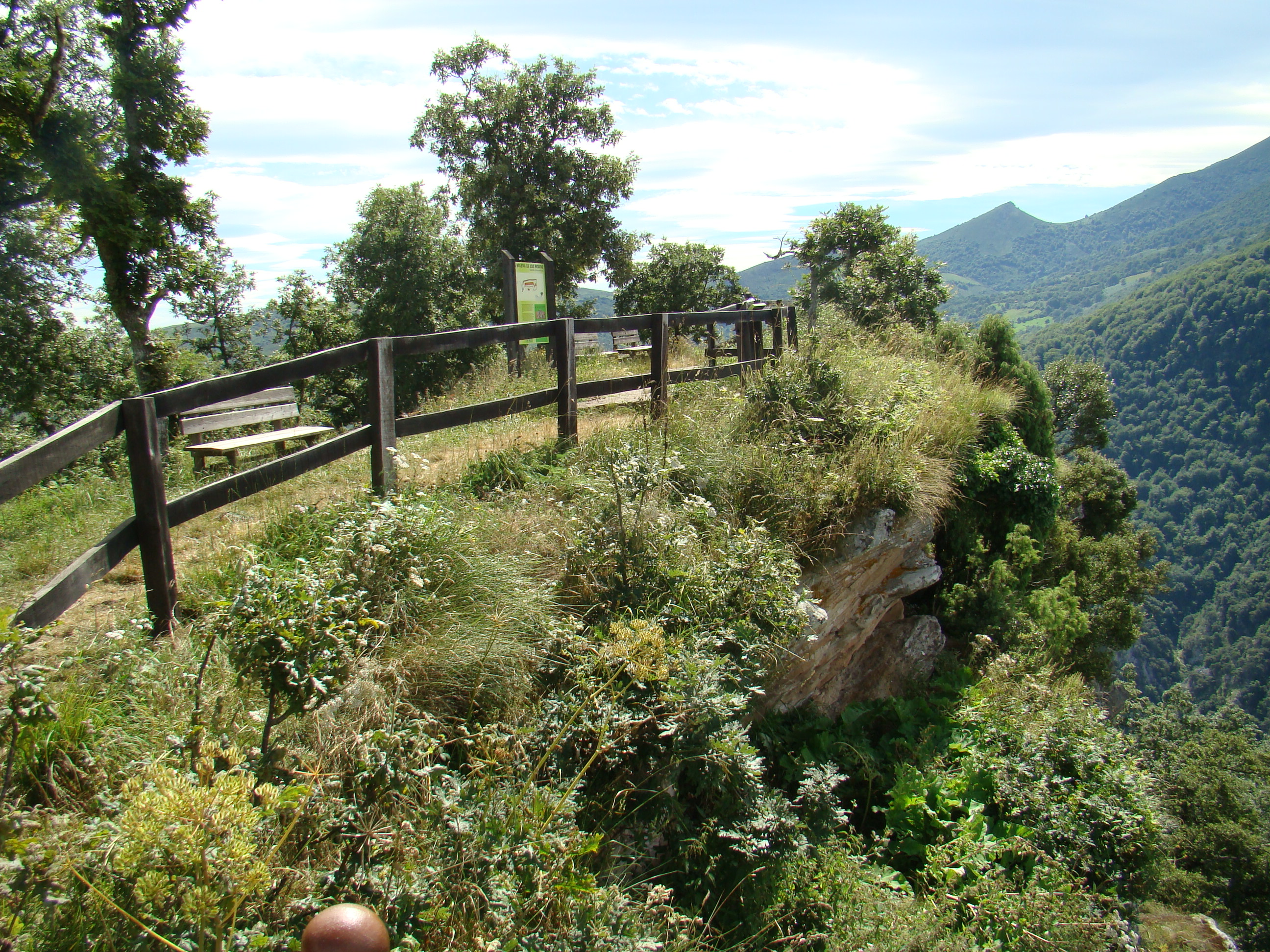
Zona del mirador y de la Bolera de los Moros.

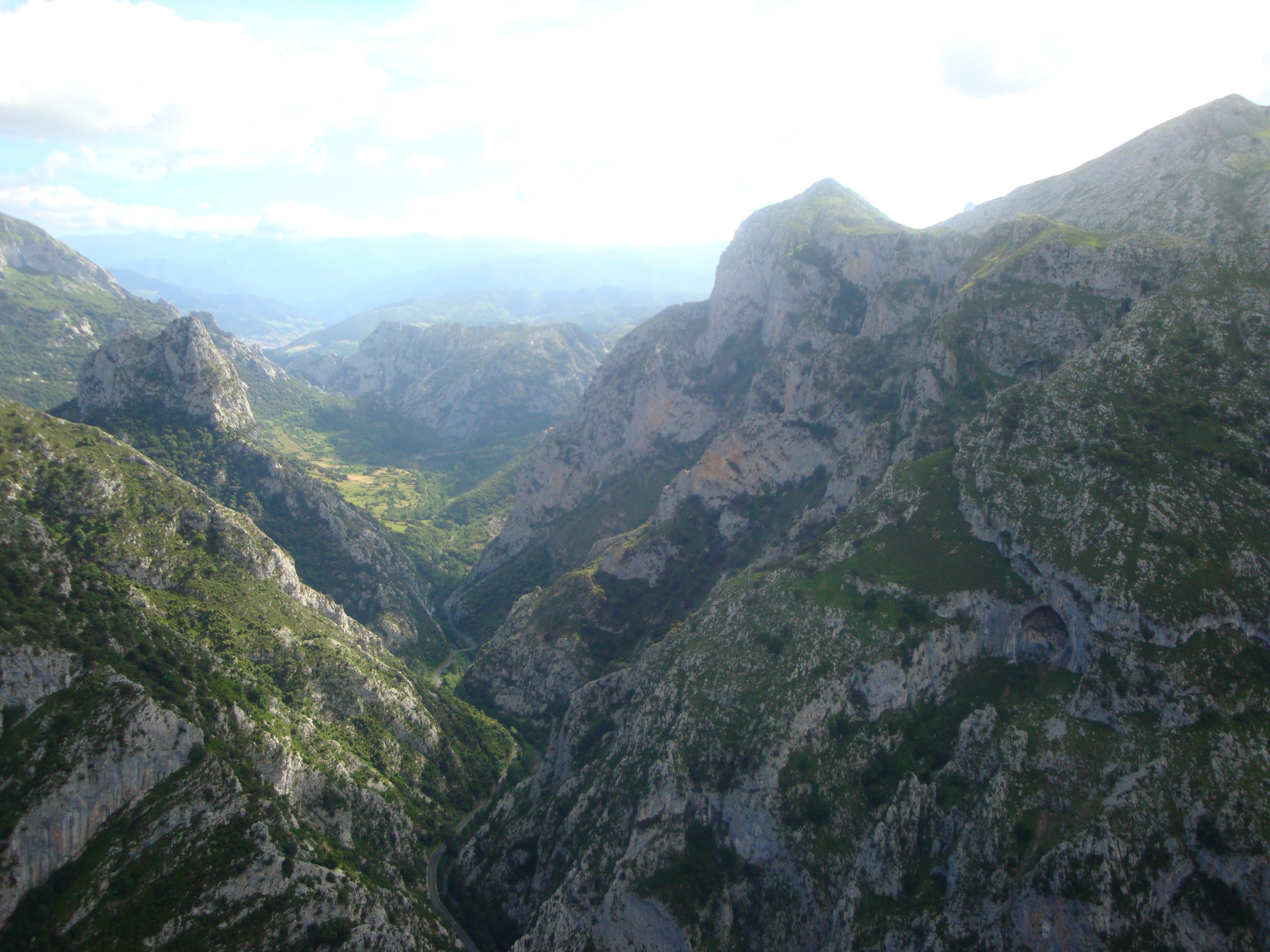
Vista del desfiladero de La Hermida desde el mirador.

El mirador de Jozarcu, asomaa de Jozarcu o mirador de Santa Catalina, es un mirador situado en el monte Jozarcu, municipio de Peñarrubia (Cantabria, España). Destaca por tener algunas de las mejores vistas del desfiladero de La Hermida. Junto a él se encuentra la Bolera de los Moros, un castillo altomedieval. El mirador se creó en 1999, y para ello se habilitó una carretera que atraviesa un frondoso bosque, entre Piñeres y un aparcamiento situado a pocos metros del mirador. Entre la localidad mencionada y el mirador, se alza la ermita de Santa Catalina de los siglos XVII-XVIII, que en ocasiones se emplea como referencia para el monte y el mirador.